# Забела-Врубель, Надежда Ивановна
Наде́жда Ива́новна Забе́ла-Вру́бель (урождённая Забела; 20 марта [1 апреля] 1868, Ковно — 21 июня [4 июля] 1913, Санкт-Петербург) — русская певица, лирическое колоратурное сопрано, жена и муза М. А. Врубеля.

## Биография
Училась в Фундуклеевской женской гимназии и Киевском институте благородных девиц, где получила начальное музыкальное образование у Николая Лысенко.
Окончила Санкт-Петербургскую консерваторию (1891), класс Натальи Ирецкой, училась также в Париже у Матильды Маркези.

Дебютировала в 1893 году в Киеве, в сезоне 1894—1895 годах пела в Тифлисе, в 1895—1896 годах — в Санкт-Петербурге, в 1896—1897 годах — в Харькове.

В 1896 году вместе с Фёдором Шаляпиным пела в опере «Жизнь за царя» («Иван Сусанин») в труппе Саввы Мамонтова в только что открытом Драматическом театре к 16-й Всероссийской художественной и промышленной выставке в Нижнем Новгороде.
В 1897—1904 годах была первым сопрано в московской Частной опере Саввы Мамонтова, в 1904—1911 годах солистка Мариинского театра в Санкт-Петербурге.
Н. И. Забела-Врубель скончалась 21 июня 1913 года после концерта, ей было 45 лет. Похоронена на кладбище Воскресенского Новодевичьего монастыря, рядом с мужем (дор. 24).

### Семья
Познакомилась с Врубелем на репетиции оперного спектакля Э. Хумпердинка «Гензель и Гретель» по одноимённой сказке братьев Гримм в Панаевском театре в самом конце декабря 1895 года (премьера оперы прошла 2 января 1896 года в Панаевском театре в Петербурге). «На одной из репетиций — вспоминала много лет спустя Забела, — я во время перерыва (помню, стояла за кулисой) была поражена и даже несколько шокирована тем, что какой-то господин подбежал ко мне и, целуя мою руку, воскликнул: „Прелестный голос!“ Стоявшая здесь Т. С. Любатович поспешила мне представить: „Наш художник Михаил Александрович Врубель“, — и в сторону мне сказала: „Человек очень экспансивный, но вполне порядочный“. Так чувствителен к звуку голоса Врубель был всегда. Он тогда еле мог разглядеть меня — на сцене было темно, но звук голоса ему понравился». Так состоялось их знакомство.

В 1896 году Надежда Забела вышла замуж за Михаила Врубеля, оставившего ряд её портретов. Вместе они прожили всю оставшуюся жизнь. Их единственный сын, Савва, родившийся 1 сентября 1901 года, умер 3 мая 1903 года. 
Её родная сестра Екатерина Ивановна вышла замуж за Петра Николаевича Ге, младшего сына художника Николая Николаевича Ге, который был женат на их тётке Анне Забеле.

## Творчество
Забела-Врубель стала ведущей исполнительницей главных партий в операх Николая Римского-Корсакова — Ольги в «Псковитянке», Панночки в «Майской ночи», Снегурочки в «Снегурочке», Волховы в «Садко»; партии Веры («Боярыня Вера Шелога»), Марфы («Царская невеста»), Царевны-Лебеди («Сказка о царе Салтане») были написаны специально для неё.

Кроме того, Забела-Врубель с успехом пела Гориславу в «Руслане и Людмиле» Глинки, Татьяну в «Евгении Онегине», Марию в «Мазепе», Маргариту в «Фаусте» Гуно, Недду в «Паяцах», Дездемону в «Отелло» и другие.

## Адреса в Санкт-Петербурге
1904 — 21.06.1913 года — Театральная площадь, 4, кв. 18.